# Российская улица (Иркутск)
Росси́йская улица (бывшая Дегтеревская, Доронина) — улица в Правобережном округе города Иркутска, одна из центральных и старейших улиц города. Расположена в историческом центре между параллельными ей улицами Чкалова и Канадзавы, начинается от пересечения с бульваром Гагарина, заканчивается пересечением с улицей Ленина.

## Здания и сооружения
Нечётная сторона
- 3 — школа № 1.
- 13 — стоматологическая клиника
- 13А — телекомпания «АИСТ».
- 17 — Управление Федеральной антимонопольной службы по Иркутской области.
- Бюст Обручева В. А.
- 23 — магазин «Антиквар».

Чётная сторона
- 16 — Клиника кожных болезней.